# Кук, Чарли
Чарли Кук (англ. Charlie Cooke; род. 14 октября 1942, Сент-Монанс, Файф) — шотландский футболист, полузащитник более известен выступлениями за «Челси». Выступал за такие клубы как «Абердин», «Данди», «Челси», «Кристал Пэлас», «Лос-Анджелес Ацтекс», «Мемфис Рогс» и «Калифорния Сёрф».

## Начало карьеры
Свою карьеру Кук начал в шотландском клубе «Абердин», играя на позиции центрального полузащитника. В 1965 году перешёл в шотландский клуб «Данди».

## Англия

### «Челси»
Игрок пришёл из «Данди» в 1966 году. Дебютировал Кук в полуфинале Кубка Ярмарок с «Барселоной». До первой игры в лиге пришлось ждать августа, но в этом матче он сразу же с лёгкостью обыграл футболиста сборной Англии и обладателя медали победителя Чемпионата Мира полузащитника Бобби Мура и забил победный гол в ворота «Вест Хэма».
В матче на Кубок Кубков 1971 года с «Реал Мадридом» Чарли стал, наверно, основным игроком, которого хотели нейтрализовать испанцы. Согласно регламенту того розыгрыша «синие» играли с испанцами два матча. Первый закончился вничью 1:1. Второй матч состоялся через неделю. Легендарный форвард «сливочных» Амансио назвал рецепт тогдашней предполагаемой их победы: «Мы остановим „Челси“, если остановим Кука!» Но тот финал стал матчем именно Чарли Кука. Как и любой другой шотландский футболист той эпохи, когда Шотландия в футболе значила немало, он был талантлив в двух вещах — собственно в игре и в выпивке. Первый в пабе, первый на поле! На 30-й минуте подключение Дэвида Уэбба к атаке завершилось угловым. Кук навесил в штрафную, а Дэмпси, ударил головой. Мяч попал в кого-то из испанцев, но тот же Дэмпси ударом с лёта забил один из всего-то семи своих мячей за «Челси». И, безусловно, самый важный. Дриблинг Чарли навсегда останется в памяти фанатов «Челси». За «Челси» Кук сыграл 212 матчей и забил 15 мячей.

## Поздняя карьера
После игры в «Челси» Чарли перешёл в американский футбольный клуб «Лос-Анджелес Ацтекс», сыграв за них 12 матчей и забив два гола.
Сезон 1977/1978 Чарли начал за «Челси», проведя 8 безголевых матчей. В январское трансферное окно Кук перешёл в «Лос-Анджелес Ацтекс», и сыграл 20 матчей, забив 2 гола. В сезоне 1978/79 Кук снова поиграл в «Челси» сыграв 6 матчей, в «Лос-Анджелес Ацтекс» сыграв 16 матчей и забив 2 гола.
Но несмотря на такую любовь к этим двум клубам Кук перешёл в «Мемфис Рогс», сыграл 54 матча и отметился всего тремя голами.
В свой последний сезон Кук перешёл в «Калифорния Сёрф», отыграл там 29 последних своих матчей и забив последние три мяча.

## Достижения
Командные
 «Челси»
- Обладатель Кубка Англии (1): 1970
- Обладатель Кубка обладателей кубков УЕФА (1): 1971
- Итого: 2 трофея

Личные
- Игрок года по версии болельщиков «Челси» (2): 1968, 1975